# Cristian Baroni
Cristian Mark Junior Nascimento Oliveira Baroni, noto semplicemente come Cristian Baroni (Belo Horizonte, 25 giugno 1983), è un ex calciatore brasiliano, di ruolo centrocampista.

## Caratteristiche tecniche
Gioca come centrocampista difensivo.

## Carriera

### Club
Cristian è cresciuto nel Paulista, squadra di Jundiaí, nell'interno dello stato di San Paolo.
Partecipò alla Copa do Brasil 2005, vinta a sorpresa dalla sua squadra contro il Fluminense.
Nel 2006, Cristian passò all'Atlético-PR e, a metà 2007 al Flamengo; dal 2008 gioca nel Corinthians. Il 20 luglio 2009 passa al Fenerbahçe.
Ha concluso la sua carriera da calciatore professionista, ritirandosi il 31 maggio 2021.

## Palmarès

### Club

#### Competizioni nazionali
- Coppa del Brasile: 2

Paulista: 2005
Corinthians: 2009
- Campionato brasiliano di seconda divisione: 1

Corinthians: 2008
- Campionato Carioca: 1

Flamengo: 2008
- Taça Guanabara: 1

Flamengo: 2008
- Campionato turco: 2

Fenerbahçe: 2010-2011, 2013-2014
- Supercoppa turca: 2

Fenerbahçe: 2009 , 2014
- Coppa di Turchia: 2

Fenerbahçe: 2011-2012, 2012-2013
- Campionato brasiliano: 1

Corinthians: 2015